# Connecticut State University System
Das Connecticut State University System ist ein Verbund staatlicher Universitäten im US-Bundesstaat Connecticut. Es wurde 1965 gegründet, wobei der älteste Standort schon 1849 gegründet wurde. An den vier Universitäten studieren derzeit 35.000 Studenten. Weltweit gibt es mehr als 180.000 Alumni.

## Standorte
- Central Connecticut State University
- Eastern Connecticut State University
- Southern Connecticut State University
- Western Connecticut State University